# Infantaria
『Infantaria』（インファンタリア）は、2001年にCIRCUSから発売されたアダルトゲームである。

## あらすじ
ソフィア姫のお付きの騎士である主人公は、いずれ国を治めるための修行として身分を隠し幼稚園で働く姫を園長の代理として陰ながら護衛する。

## 登場人物
声の表記は、Infantaria/Infantaria XPの順。ヒロイン以外はXPのみボイス有り。
ソフィア＝イヴェール＝ラレンシア（声：長崎みなみ/木村あやか）
イヴェール王国の姫だが、世間を知り、国を治めるための修行として幼稚園に赴く。凛とした意思の強い女性だが世間知らず。
マイシェラ＝クリスティン（声：春野日和/うえあおい）
幼稚園の保母。主人公の幼なじみでもある。明るく天真爛漫。
レマ＝スタニスワフ（声：関和美/同左）
幼稚園で魔法学を教える先生。冷静沈着。
（これより下のキャラクターの声は、Infantaria XPのみ収録）
コリン＝アルネイル（声：岩田由貴）
ミリア（声：大花どん）
ケルシャ（声：笠原美准）
クリコ（声：笠原美准）
ピート（声：藍河蘭子）
ハルナ（声：今井かおる）
タップ（声：野上奈々）
ロッタ（声：うえあおい）
ウィンキー（声：十市みこと）
ティンキー（声：十市みこと）
ラベル（声：小蝶）
アコ

## 主題歌
Infantaria
- オープニングテーマ『Infantaria 〜インファンタリア〜』
  - 歌：倖月美和、作詞・作曲：tororo、編曲：古口眞弓
- エンディングテーマ『Sow』
  - 歌：倖月美和、作詞・作曲：tororo、編曲：古口眞弓

Infantaria XP
- オープニングテーマ『The first scenery』
  - 歌：rino、作詞：長田直之、作曲：tororo、編曲：長田直之
- エンディングテーマ『Sow』
  - 歌：yozuca*、作詞・作曲：tororo、編曲：長田直之

倖月美和のカバーである。

## Infantaria XP
2003年に『Infantaria XP』として発売されている。変更点は下記の通り。
- オープニング曲新規製作
- 新規オープニングムービー製作
- BGMを44kHzに高音質化
- ヒロイン以外の女の子と園児のフルボイス化
- Windows 2000及びWindows XPに対応